# ظلم

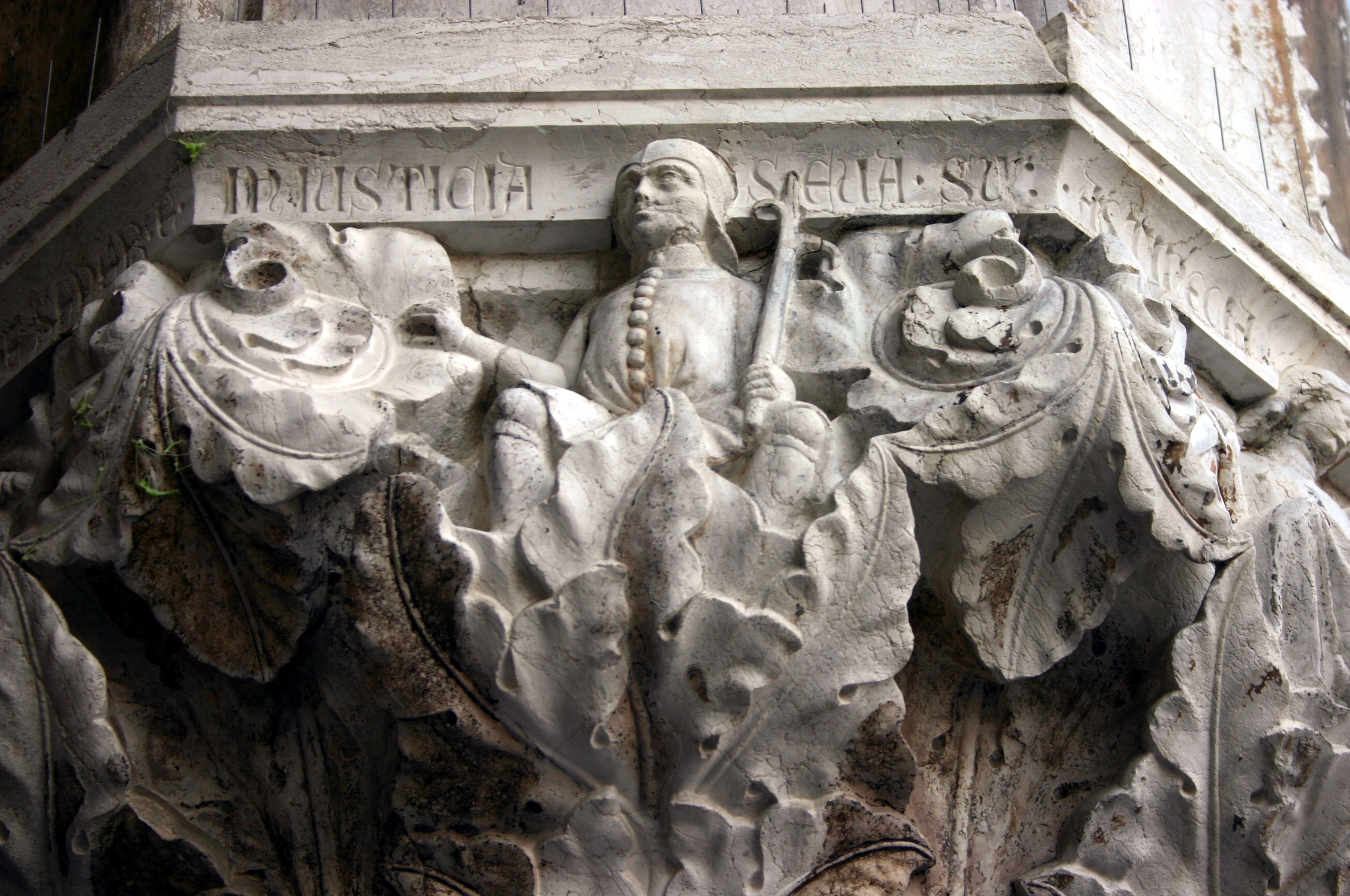
الظلم هو تاج ضمن سلسلة من تيجان الأعمدة التمثيلية التي تصور الفضيلة والرذيلة في قصر دوجي في البندقية.

الظلم وضع الشيء في غير موضعه، وهو الجور، وقيل: هو التصرف في ملك الغير ومجاوزة الحد. ويطلق على غياب العدالة أو الحالة النقيضة لها. ويستخدم هذا المصطلح للإشارة إلى حدث أو فعل معين، أو الإشارة إلى الوضع الراهن الأعم والأشمل. ويشير المصطلح بصفة عامة إلى إساءة المعاملة أو التعسف أو الإهمال أو ارتكاب جرم دون تصحيحه أو توقيع العقوبة عليه من قبل النظام القانوني. وقد تمثل إساءة المعاملة والتعسف فيما يتعلق بحالة أو سياق معين إخفاقا نظاميا في خدمة قضية العدالة (قارن الفراغ القانوني). ويقصد بالظلم «الإجحاف البين». ويجوز تصنيف الظلم كنظام مختلف مقارنة بمفهوم العدالة والظلم في البلدان المختلفة. فقد يكون الظلم ناجما ببساطة عن اتخاذ قرار بشري خاطيء، وهو أمر من المفترض أن يحمي النظام من التعرض له. و، وفي الشريعة عبارة عن التعدي عن الحق إلى الباطل.
ووفقا لـأفلاطون، فإنه لا يعرف معنى العدالة، ولكنه يعرف معنى غياب العدالة.
تقدم مؤسسة إنوسنت بروجيكت ( Innocence Project) القانونية كما هائلا من القضايا المأساوية التي حاكم فيها نظام العدالة الأمريكي الأشخاص الخطأ وأدانهم.

## في كتب الإسلام
لم تغفل تعاليم الإسلام عن النهي عن سوء الأخلاق، والحض على خيرها، وقد أخذ الظلم حيزًا واسعًا في ذلك، فكُتب عنه من التعريف إلى النهي.
الظلم اصطلاحًا:
هو عبارة عن التعدِّي عن الحق إلى الباطل وهو الجور. وقيل: هو التصرُّف في ملك الغير، ومجاوزة الحد.
وهو: وضع الشيء في غير موضعه المختص به؛ إمَّا بنقصان أو بزيادة؛ وإما بعدول عن وقته أو مكانه.

### الفرق بين الظلم وبعض الصفات

#### الفرق بين الظلم والجور
أصل الظلم نقصان الحق، والجور العدول عن الحق، من قولنا: جار عن الطريق. إذا عدل عنه، وخلف بين النقيضين، فقيل في نقيض الظلم الإنصاف، وهو إعطاء الحق على التمام، وفي نقيض الجور العدل، وهو العدول بالفعل إلى الحق.

#### الفرق بين الظلم والغشم
الغشم هو الظلم الشديد، وعادةً ما يوصف به الولاة الظالمون. وجاء في مقاييس اللغة: الْغَيْنُ وَالشِّينُ وَالْمِيمُ أَصْلٌ وَاحِدٌ يَدُلُّ عَلَى قَهْرٍ وَغَلَبَةٍ وَظُلْمٍ. مِنْ ذَلِكَ الْغَشْمُ، وَهُوَ الظُّلْمُ. وَالْحَرْبُ غَشُومٌ لِأَنَّهَا تَنَالُ غَيْرَ الْجَانِي.

#### الفرق بين الظلم والهضم
الهضم نقصان بعض الحق ولا يقال لمن أخذ جميع حقه قد هضم.
والظلم يكون في البعض والكل، وفي القرآن (في سورة طه): ﴿وَمَنْ يَعْمَلْ مِنَ الصَّالِحَاتِ وَهُوَ مُؤْمِنٌ فَلَا يَخَافُ ظُلْمًا وَلَا هَضْمًا ۝١١٢﴾ [طه:112]. أي: لا يمنع حقه ولا بعض حقه، وأصل الهضم في العربية النقصان، ومنه قيل للمنخفض من الأرض: هضم. والجمع أهضام.

### النهي عن الظلم في الإسلام

#### في القرآن الكريم
- حرم الله الظلم على نفسه، فقال في كتابه:
(في سورة غافر): ﴿مِثْلَ دَأْبِ قَوْمِ نُوحٍ وَعَادٍ وَثَمُودَ وَالَّذِينَ مِنْ بَعْدِهِمْ وَمَا اللَّهُ يُرِيدُ ظُلْمًا لِلْعِبَادِ ۝٣١﴾ [غافر:31]
وقوله: (وَمَا اللَّهُ يُرِيدُ ظُلْمًا لِلْعِبَادِ) يقول تعالى ذكره مخبرًا عن قيل المؤمن من آل فرعون لفرعون وملئه: وما أهلك الله هذه الأحزاب من هذه الأمم ظلمًا منه لهم بغير جرم اجترموه بينهم وبينه، لأنه لا يريد ظلم عباده، ولا يشاؤه، ولكنه أهلكهم بإجرامهم وكفرهم به، وخلافهم أمره.
وقال أيضًا (في سورة فصلت): ﴿مَنْ عَمِلَ صَالِحًا فَلِنَفْسِهِ وَمَنْ أَسَاءَ فَعَلَيْهَا وَمَا رَبُّكَ بِظَلَّامٍ لِلْعَبِيدِ ۝٤٦﴾ [فصلت:46]
(وَمَا رَبُّكَ بِظَلامٍ لِلْعَبِيدِ) يقول تعالى ذكره: وما ربك يا محمد بحامل عقوبة ذنب مذنب على غير مكتسبه، بل لا يعاقب أحدا إلا على جرمه الذي اكتسبه في الدنيا، أو على سبب استحقه به منه، والله أعلم.
(وقال تعالى في سورة آل عمران): ﴿تِلْكَ آيَاتُ اللَّهِ نَتْلُوهَا عَلَيْكَ بِالْحَقِّ وَمَا اللَّهُ يُرِيدُ ظُلْمًا لِلْعَالَمِينَ ۝١٠٨﴾ [آل عمران:108]
(وما الله يريد ظلما للعالمين) أي: ليس بظالم لهم، بل هو الحكم العدل الذي لا يجور، لأنه القادر على كل شيء، العالم بكل شيء، فلا يحتاج مع ذلك إلى أن يظلم أحدًا من خلقه.
وعاقب على الظلم، وأشده ظلم الكفر به، فقد قال في سورة الطلاق: ((وتلك حدود الله ومن يتعد حدود الله فقد ظلم نفسه)).
- وتوعد أولئك الظالمين بالعذاب، فقال:
(في سورة هود): ﴿وَكَذَلِكَ أَخْذُ رَبِّكَ إِذَا أَخَذَ الْقُرَى وَهِيَ ظَالِمَةٌ إِنَّ أَخْذَهُ أَلِيمٌ شَدِيدٌ ۝١٠٢﴾ [هود:102]
قال أبو جعفر: يقول تعالى ذكره: وكما أخذتُ، أيها الناس، أهلَ هذه القرى التي اقتصصتُ عليك نبأ أهلها بما أخذتُهم به من العذاب، على خلافهم أمري، وتكذيبهم رسلي، وجحودهم آياتي، فكذلك أخذي القرَى وأهلها إذا أخذتهم بعقابي، وهم ظلمة لأنفسهم بكفرهم بالله، وإشراكهم به غيره، وتكذيبهم رسله، (إنَّ أخذه أليم)، يقول: إن أخذ ربكم بالعقاب من أخذه، (أليم)، يقول: موجع، (شديد) الإيجاع.
حدثني يونس قال، أخبرنا ابن وهب قال، قال ابن زيد: إن الله حذّر هذه الأمة سطوتَه بقوله: (وكذلك أخذ ربك إذا أخذ القرى وهي ظالمة إن أخذه أليم شديد).
- وقال:
(في سورة سبأ): ﴿فَالْيَوْمَ لَا يَمْلِكُ بَعْضُكُمْ لِبَعْضٍ نَفْعًا وَلَا ضَرًّا وَنَقُولُ لِلَّذِينَ ظَلَمُوا ذُوقُوا عَذَابَ النَّارِ الَّتِي كُنْتُمْ بِهَا تُكَذِّبُونَ ۝٤٢﴾ [سبأ:42]
- وقال:
(في سورة هود): ﴿وَمَنْ أَظْلَمُ مِمَّنِ افْتَرَى عَلَى اللَّهِ كَذِبًا أُولَئِكَ يُعْرَضُونَ عَلَى رَبِّهِمْ وَيَقُولُ الْأَشْهَادُ هَؤُلَاءِ الَّذِينَ كَذَبُوا عَلَى رَبِّهِمْ أَلَا لَعْنَةُ اللَّهِ عَلَى الظَّالِمِينَ ۝١٨﴾ [هود:18]
- وقال:
(في سورة المائدة): ﴿يَا أَيُّهَا الَّذِينَ آمَنُوا لَا تَتَّخِذُوا الْيَهُودَ وَالنَّصَارَى أَوْلِيَاءَ بَعْضُهُمْ أَوْلِيَاءُ بَعْضٍ وَمَنْ يَتَوَلَّهُمْ مِنْكُمْ فَإِنَّهُ مِنْهُمْ إِنَّ اللَّهَ لَا يَهْدِي الْقَوْمَ الظَّالِمِينَ ۝٥١﴾ [المائدة:51]
- وحرم ظلم العباد بعضهم بعضًا، فقال:
(في سورة النساء): ﴿إِنَّ الَّذِينَ يَأْكُلُونَ أَمْوَالَ الْيَتَامَى ظُلْمًا إِنَّمَا يَأْكُلُونَ فِي بُطُونِهِمْ نَارًا وَسَيَصْلَوْنَ سَعِيرًا ۝١٠﴾ [النساء:10]
حدثنا محمد بن الحسين قال، حدثنا أحمد بن مفضل قال، حدثنا أسباط، عن السدي: «إن الذين يأكلون أموال اليتامى ظلمًا إنما يأكلون في بطونهم نارًا» قال، إذا قام الرجل يأكل مال اليتيم ظلمًا، يُبعث يوم القيامة ولهبُ النار يخرج من فيه ومن مسامعه ومن أذنيه وأنفه وعينيه، يعرفه من رآه بأكل مال اليتيم.

#### في السنة النبوية
قال ابن تيمية: (هذا الحديث قد تضمن من قواعد الدين العظيمة في العلوم والأعمال والأصول والفروع؛ فإن تلك الجملة الأولى وهي قوله: ((حرمت الظلم على نفسي)). يتضمن جلَّ مسائل الصفات والقدر إذا أعطيت حقَّها من التفسير، وإنما ذكرنا فيها ما لا بدَّ من التنبيه عليه من أوائل النكت الجامعة. وأما هذه الجملة الثانية وهي قوله: ((وجعلته بينكم محرما فلا تظالموا)). فإنها تجمع الدين كله؛ فإنَّ ما نهى الله عنه راجع إلى الظلم، وكل ما أمر به راجع إلى العدل).
قال ابن القيم: (سبحان الله! كم بكت في تنعم الظالم عين أرملة، واحترقت كبد يتيم، وجرت دمعة مسكين ﴿كُلُوا وَتَمَتَّعُوا قَلِيلًا إِنَّكُمْ مُجْرِمُونَ ۝٤٦﴾ [المرسلات:46]. ﴿وَلَتَعْلَمُنَّ نَبَأَهُ بَعْدَ حِينٍ ۝٨٨﴾ [ص:88]. ما ابيضَّ لون رغيفهم حتى اسود لون ضعيفهم، وما سمنت أجسامهم حتى انتحلت أجسام ما استأثروا عليه، لا تحتقر دعاء المظلوم، فشرر قلبه محمول بعجيج صوته إلى سقف بيتك، ويحك نبال أدعيته مصيبة، وإن تأخر الوقت، قوسه قلبه المقروح، ووتره سواد الليل، وأستاذه صاحب ((لأنصرنك ولو بعد حين)) وقد رأيت ولكن لست تعتبر، احذر عداوة من ينام وطرفه باكٍ، يقلب وجهه في السماء، يرمي سهامًا ما لها غرض سوى الأحشاء منك، فربما ولعلها إذا كانت راحة اللذة تثمر ثمرة العقوبة لم يحسن تناولها، ما تساوي لذة سنة غمَّ ساعة، فكيف والأمر بالعكس، كم في يمِّ الغرور من تمساح، فاحذر يا غائص، ستعلم أيها الغريم قصتك عند علق الغرماء بك:
من لم يتتبع بمنقاش العدل شوك الظلم من أيدي التصرف أثر ما لا يؤمن تعديه إلى القلب).
وعن أبي موسى  قال: قال رسول الله ﷺ: ((إنَّ الله ليُملي للظالم، فإذا أخذه لم يفلته. ثم قرأ ﴿وَكَذَلِكَ أَخْذُ رَبِّكَ إِذَا أَخَذَ الْقُرَى وَهِيَ ظَالِمَةٌ إِنَّ أَخْذَهُ أَلِيمٌ شَدِيدٌ ۝١٠٢﴾ [هود:102].
قال ابن عثيمين: (... ((يملي له)) يعني: يمهل له حتى يتمادى في ظلمه، والعياذ بالله، فلا يعجل له العقوبة، وهذا من البلاء نسأل الله أن يعيذنا وإياكم، فمن الاستدراج أن يملي للإنسان في ظلمه، فلا يعاقب له سريعًا حتى تتكدس على الإنسان المظالم، فإذا أخذه الله لم يفلته، أخذه أخذ عزيز مقتدر، ثم قرأ رسول الله ﷺ ﴿وَكَذَلِكَ أَخْذُ رَبِّكَ إِذَا أَخَذَ الْقُرَى وَهِيَ ظَالِمَةٌ إِنَّ أَخْذَهُ أَلِيمٌ شَدِيدٌ ۝١٠٢﴾ [هود:102]، فعلى الإنسان الظالم أن لا يغترَّ بنفسه، ولا بإملاء الله له، فإنَّ ذلك مصيبة فوق مصيبته؛ لأنَّ الإنسان إذا عُوقِب بالظلم عاجلًا، فربما يتذكر ويتعظ ويدع الظلم، لكن إذا أُملي له واكتسب آثامًا، أو ازداد ظلمًا ازدادت عقوبته، والعياذ بالله، فيُؤخذ على غرَّة حتى إذا أخذه الله لم يُفلته).
وعن عبد الله بن عمر  أنَّ رسول الله ﷺ قال: ((المسلم أخو المسلم، لا يظلمه، ولا يسلمه، ومن كان في حاجة أخيه كان الله في حاجته، ومن فرَّج عن مسلم كربة فرَّج الله عنه كربة من كربات يوم القيامة، ومن ستر مسلمًا ستره الله يوم القيامة)).

#### في كتب العلماء
قال معاوية : (إني لأستحي أن أظلم من لا يجد عليَّ ناصرًا إلا الله).
وقال رجل عند أبي هريرة: (إنَّ الظالم لا يظلم إلا نفسه، فقال أبو هريرة: كذبت، والذي نفس أبي هريرة بيده، إنَّ الحبارى لتموت في وكرها من ظلم الظالم).
وكتب إلى عمر بن عبد العزيز بعض عماله يستأذنه في تحصين مدينته. فكتب إليه: حصنها بالعدل، ونقِّ طرقها من الظلم.
وقال المهدي للربيع بن أبي الجهم، وهو والي أرض فارس: يا ربيع، آثر الحق، والزم القصد، وابسط العدل، وارفق بالرعية، واعلم أنَّ أعدل الناس من أنصف من نفسه، وأظلمهم من ظلم الناس لغيره.

### آثار الظلم
1- يحرمه الله من الهداية للصراط المستقيم:
﴿يَا أَيُّهَا الَّذِينَ آمَنُوا لَا تَتَّخِذُوا الْيَهُودَ وَالنَّصَارَى أَوْلِيَاءَ بَعْضُهُمْ أَوْلِيَاءُ بَعْضٍ وَمَنْ يَتَوَلَّهُمْ مِنْكُمْ فَإِنَّهُ مِنْهُمْ إِنَّ اللَّهَ لَا يَهْدِي الْقَوْمَ الظَّالِمِينَ ۝٥١﴾ [المائدة:51].
2- بدل أن يكون رسول الله شفيعه يوم القيامة يكون خصمه:
﴿وَأَنْذِرْهُمْ يَوْمَ الْآزِفَةِ إِذِ الْقُلُوبُ لَدَى الْحَنَاجِرِ كَاظِمِينَ مَا لِلظَّالِمِينَ مِنْ حَمِيمٍ وَلَا شَفِيعٍ يُطَاعُ ۝١٨﴾ [غافر:18].
ويقول : ((صنفان من أمتي لن تنالهما شفاعتي: إمام ظلوم غشوم، وكل غالٍ مارق)).
عن أبي هريرة  قال: قال رسول الله ﷺ ((ثلاثة أنا خصمهم يوم القيامة: رجل أعطى بي ثم غدر، ورجل باع حرًّا فأكل ثمنه، ورجل استأجر أجيرًا فاستوفى منه ولم يعطه أجره)).
3- يلعنه الله:
﴿يَوْمَ لَا يَنْفَعُ الظَّالِمِينَ مَعْذِرَتُهُمْ وَلَهُمُ اللَّعْنَةُ وَلَهُمْ سُوءُ الدَّارِ ۝٥٢﴾ [غافر:52]
4- تصيبه دعوة المظلوم:
قال ﷺ: ((واتق دعوة المظلوم؛ فإنه ليس بينها وبين الله حجاب)).
5- طريقٌ موصل للنار:
عن خولة الأنصارية  قالت: سمعت رسول الله ﷺ يقول: ((إنَّ رجالًا يتخوضون في مال الله بغير حقٍّ، فلهم النار يوم القيامة)).
قال ابن حجر: (قوله يتخوضون- بالمعجمتين- في مال الله بغير حق، أي: يتصرفون في مال المسلمين بالباطل).
قال رسول الله ﷺ: ((من أخذ شبرًا من الأرض ظلمًا؛ فإنه يطوقه يوم القيامة من سبع أرضين)).
6- يعرض نفسه لتلقي الأذى كما فعل، فتكون أذيته بنفس ما فعل مباحة:
﴿وَالَّذِينَ إِذَا أَصَابَهُمُ الْبَغْيُ هُمْ يَنْتَصِرُونَ ۝٣٩ وَجَزَاءُ سَيِّئَةٍ سَيِّئَةٌ مِثْلُهَا فَمَنْ عَفَا وَأَصْلَحَ فَأَجْرُهُ عَلَى اللَّهِ إِنَّهُ لَا يُحِبُّ الظَّالِمِينَ ۝٤٠﴾ [الشورى:39–40]
جاء في تفسير الطبري: حدثنا محمد، قال: ثنا أحمد، قال: ثنا أسباط، عن السديّ، في قوله: (وَجَزَاءُ سَيِّئَةٍ سَيِّئَةٌ مِثْلُهَا) قال: إذا شتمك بشتمة فاشمته مثلها من غير أن تعتدي.
7- تقطيع صلات المجتمع:
وذلك لكره المظلوم للظالم. وكره محبي المظلوم لذلك الظالم.
8- نشر الفقر في المجتمع:
﴿وَلَا تَأْكُلُوا أَمْوَالَكُمْ بَيْنَكُمْ بِالْبَاطِلِ وَتُدْلُوا بِهَا إِلَى الْحُكَّامِ لِتَأْكُلُوا فَرِيقًا مِنْ أَمْوَالِ النَّاسِ بِالْإِثْمِ وَأَنْتُمْ تَعْلَمُونَ ۝١٨٨﴾ [البقرة:188]

### أنواع الظلم
للظلم ثلاثة:
الأول: ظلم بين الإنسان وبين الله تعالى، وأعظمه: الكفر، والشرك، ولذلك قال: ((إِنَّ الشِّرْكَ لَظُلْمٌ عَظِيمٌ)) [لقمان:13]، وإياه قصد بقوله: ((أَلاَ لَعْنَةُ اللّهِ عَلَى الظَّالِمِينَ)) [هود:18]، ((وَالظَّالِمِينَ أَعَدَّ لَهُمْ عَذَابًا أَلِيمًا)) [الإنسان: 31]، في آي كثيرة، وقال: ((فَمَنْ أَظْلَمُ مِمَّن كَذَبَ عَلَى اللَّهِ)) [الزمر: 32]، ((وَمَنْ أَظْلَمُ مِمَّنِ افْتَرَى عَلَى اللّهِ كَذِبًا)) [الأنعام: 93].
ومنه أيضًا عدم الالتزام بحدود الله، ومنه قوله تعالى: ﴿الطَّلَاقُ مَرَّتَانِ فَإِمْسَاكٌ بِمَعْرُوفٍ أَوْ تَسْرِيحٌ بِإِحْسَانٍ وَلَا يَحِلُّ لَكُمْ أَنْ تَأْخُذُوا مِمَّا آتَيْتُمُوهُنَّ شَيْئًا إِلَّا أَنْ يَخَافَا أَلَّا يُقِيمَا حُدُودَ اللَّهِ فَإِنْ خِفْتُمْ أَلَّا يُقِيمَا حُدُودَ اللَّهِ فَلَا جُنَاحَ عَلَيْهِمَا فِيمَا افْتَدَتْ بِهِ تِلْكَ حُدُودُ اللَّهِ فَلَا تَعْتَدُوهَا وَمَنْ يَتَعَدَّ حُدُودَ اللَّهِ فَأُولَئِكَ هُمُ الظَّالِمُونَ ۝٢٢٩﴾ [البقرة:229].
ومنه صد الناس عن عبادة الله، وفيه قال تعالى: ﴿وَمَنْ أَظْلَمُ مِمَّنْ مَنَعَ مَسَاجِدَ اللَّهِ أَنْ يُذْكَرَ فِيهَا اسْمُهُ وَسَعَى فِي خَرَابِهَا أُولَئِكَ مَا كَانَ لَهُمْ أَنْ يَدْخُلُوهَا إِلَّا خَائِفِينَ لَهُمْ فِي الدُّنْيَا خِزْيٌ وَلَهُمْ فِي الْآخِرَةِ عَذَابٌ عَظِيمٌ ۝١١٤﴾ [البقرة:114].
ومنه كتم صحيح الدين عمن يحتاجه من الناس، وفيه قال تعالى: ﴿أَمْ تَقُولُونَ إِنَّ إِبْرَاهِيمَ وَإِسْمَاعِيلَ وَإِسْحَاقَ وَيَعْقُوبَ وَالْأَسْبَاطَ كَانُوا هُودًا أَوْ نَصَارَى قُلْ أَأَنْتُمْ أَعْلَمُ أَمِ اللَّهُ وَمَنْ أَظْلَمُ مِمَّنْ كَتَمَ شَهَادَةً عِنْدَهُ مِنَ اللَّهِ وَمَا اللَّهُ بِغَافِلٍ عَمَّا تَعْمَلُونَ ۝١٤٠﴾ [البقرة:140].
ومنه الإعراض عن آيات الله وعدم الالتزام بها، وفيه قال تعالى: ﴿وَمَنْ أَظْلَمُ مِمَّنْ ذُكِّرَ بِآيَاتِ رَبِّهِ فَأَعْرَضَ عَنْهَا وَنَسِيَ مَا قَدَّمَتْ يَدَاهُ إِنَّا جَعَلْنَا عَلَى قُلُوبِهِمْ أَكِنَّةً أَنْ يَفْقَهُوهُ وَفِي آذَانِهِمْ وَقْرًا وَإِنْ تَدْعُهُمْ إِلَى الْهُدَى فَلَنْ يَهْتَدُوا إِذًا أَبَدًا ۝٥٧﴾ [الكهف:57].
ومنه الكذب على الله، وفيه قال تعالى: ﴿وَمِنَ الْإِبِلِ اثْنَيْنِ وَمِنَ الْبَقَرِ اثْنَيْنِ قُلْ آلذَّكَرَيْنِ حَرَّمَ أَمِ الْأُنْثَيَيْنِ أَمَّا اشْتَمَلَتْ عَلَيْهِ أَرْحَامُ الْأُنْثَيَيْنِ أَمْ كُنْتُمْ شُهَدَاءَ إِذْ وَصَّاكُمُ اللَّهُ بِهَذَا فَمَنْ أَظْلَمُ مِمَّنِ افْتَرَى عَلَى اللَّهِ كَذِبًا لِيُضِلَّ النَّاسَ بِغَيْرِ عِلْمٍ إِنَّ اللَّهَ لَا يَهْدِي الْقَوْمَ الظَّالِمِينَ ۝١٤٤﴾ [الأنعام:144].
والثاني: ظلم بينه وبين الناس، وإياه قصد بقوله: ((وَجَزَاء سَيِّئَةٍ سَيِّئَةٌ مِّثْلُهَا)) إلى قوله: ((إِنَّهُ لا يُحِبُّ الظَّالِمِينَ)) الآية وبقوله:
((إِنَّمَا السَّبِيلُ عَلَى الَّذِينَ يَظْلِمُونَ النَّاسَ)) [الشورى: 42]. ومن بعض صوره:
- القتل بغير حق: ﴿وَلَا تَقْتُلُوا النَّفْسَ الَّتِي حَرَّمَ اللَّهُ إِلَّا بِالْحَقِّ وَمَنْ قُتِلَ مَظْلُومًا فَقَدْ جَعَلْنَا لِوَلِيِّهِ سُلْطَانًا فَلَا يُسْرِفْ فِي الْقَتْلِ إِنَّهُ كَانَ مَنْصُورًا ۝٣٣﴾ [الإسراء:33].
- الأذية عمومًا: ﴿وَالَّذِينَ إِذَا أَصَابَهُمُ الْبَغْيُ هُمْ يَنْتَصِرُونَ ۝٣٩ وَجَزَاءُ سَيِّئَةٍ سَيِّئَةٌ مِثْلُهَا فَمَنْ عَفَا وَأَصْلَحَ فَأَجْرُهُ عَلَى اللَّهِ إِنَّهُ لَا يُحِبُّ الظَّالِمِينَ ۝٤٠﴾ [الشورى:39–40].

جاء في تفسير الطبري: حدثنا محمد، قال: ثنا أحمد، قال: ثنا أسباط، عن السديّ، في قوله: (وَجَزَاءُ سَيِّئَةٍ سَيِّئَةٌ مِثْلُهَا) قال: إذا شتمك بشتمة فاشمته مثلها من غير أن تعتدي.
جاء في تفسير ابن كثير: لما كانت الأقسام ثلاثة: ظالم لنفسه، ومقتصد، وسابق بالخيرات، ذكر الأقسام الثلاثة في هذه الآية فذكر المقتصد وهو الذي يفيض بقدر حقه لقوله : ( وجزاء سيئة سيئة مثلها )، ثم ذكر السابق بقوله : ( فمن عفا وأصلح فأجره على الله ) ثم ذكر الظالم بقوله : ( إنه لا يحب الظالمين ) فأمر بالعدل، وندب إلى الفضل، ونهى من الظلم.
- الظلم في المال:

قال تعالى: ﴿يَا أَيُّهَا الَّذِينَ آمَنُوا لَا تَأْكُلُوا أَمْوَالَكُمْ بَيْنَكُمْ بِالْبَاطِلِ إِلَّا أَنْ تَكُونَ تِجَارَةً عَنْ تَرَاضٍ مِنْكُمْ وَلَا تَقْتُلُوا أَنْفُسَكُمْ إِنَّ اللَّهَ كَانَ بِكُمْ رَحِيمًا ۝٢٩ وَمَنْ يَفْعَلْ ذَلِكَ عُدْوَانًا وَظُلْمًا فَسَوْفَ نُصْلِيهِ نَارًا وَكَانَ ذَلِكَ عَلَى اللَّهِ يَسِيرًا ۝٣٠﴾ [النساء:29–30].
قال ﷺ: ((من أخذ شبرًا من الأرض ظلمًا؛ فإنه يطوقه يوم القيامة من سبع أرضين)).
- وصورٌ أخرى مختلفة، مثل ظلم الأولاد والزوجات وغير ذلك.

عن النعمان بن بشير ، قال: ((سألت أمي أبي بعض الموهبة لي من ماله، ثم بدا له فوهبها لي، فقالت: لا أرضى حتى تشهد النبي ﷺ، فأخذ بيدي وأنا غلام، فأتى بي النبي ﷺ، فقال: إن أمه بنت رواحة سألتني بعض الموهبة لهذا، قال: ألك ولد سواه؟ قال: نعم، قال: فأراه قال: لا تشهدني على جور)).
قال ﷺ: ((إخوانكم خولكم، جعلهم الله تحت أيديكم، فمن كان أخوه تحت يده، فليطعمه مما يأكل، وليلبسه مما يلبس، ولا تكلفوهم ما يغلبهم، فإن كلفتموهم فأعينوهم)).
والثالث: ظلم بينه وبين نفسه، وإياه قصد بقوله: ((فَمِنْهُمْ ظَالِمٌ لِّنَفْسِهِ)) [فاطر: 32]، وقوله: ((ظَلَمْتُ نَفْسِي)) [النمل: 44]، ((إِذ ظَّلَمُواْ أَنفُسَهُمْ)) [النساء:64]، ((فَتَكُونَا مِنَ الْظَّالِمِينَ)) [البقرة:35]، أي: من الظالمين أنفسهم، ((وَمَن يَفْعَلْ ذَلِكَ فَقَدْ ظَلَمَ نَفْسَهُ)) [البقرة:231].
وكل هذه الثلاثة في الحقيقة ظلم للنفس؛ فإنَّ الإنسان في أول ما يهمُّ بالظلم فقد ظلم نفسه، فإذا الظالم أبدًا مبتدئ في الظلم، ولهذا قال تعالى في غير موضع: ((وَمَا ظَلَمَهُمُ اللّهُ وَلـكِن كَانُواْ أَنفُسَهُمْ يَظْلِمُونَ)) [النحل:33]، ((وَمَا ظَلَمُونَا وَلَـكِن كَانُواْ أَنفُسَهُمْ يَظْلِمُونَ)) [البقرة:57]، وقوله: ((وَلَمْ يَلْبِسُواْ إِيمَانَهُم بِظُلْمٍ)) [الأنعام:82].

### حكم إعانة الظالم على ظلمه
إعانة الظالم على ظلمه تجعله شريكًا في الظلم، فشريكًا في الإثم. ونهى عن ذلك الله تعالى، فقال (في سورة المائدة): ﴿يَا أَيُّهَا الَّذِينَ آمَنُوا لَا تُحِلُّوا شَعَائِرَ اللَّهِ وَلَا الشَّهْرَ الْحَرَامَ وَلَا الْهَدْيَ وَلَا الْقَلَائِدَ وَلَا آمِّينَ الْبَيْتَ الْحَرَامَ يَبْتَغُونَ فَضْلًا مِنْ رَبِّهِمْ وَرِضْوَانًا وَإِذَا حَلَلْتُمْ فَاصْطَادُوا وَلَا يَجْرِمَنَّكُمْ شَنَآنُ قَوْمٍ أَنْ صَدُّوكُمْ عَنِ الْمَسْجِدِ الْحَرَامِ أَنْ تَعْتَدُوا وَتَعَاوَنُوا عَلَى الْبِرِّ وَالتَّقْوَى وَلَا تَعَاوَنُوا عَلَى الْإِثْمِ وَالْعُدْوَانِ وَاتَّقُوا اللَّهَ إِنَّ اللَّهَ شَدِيدُ الْعِقَابِ ۝٢﴾ [المائدة:2].
وقال ميمون بن مهران: (الظالم، والمعين على الظلم، والمحب له سواء).
وعن جابر  قال: ((لَعَن رسول الله ﷺ آكِلَ الرِّبَا وموكله وَكَاتِبَه وَشَاهِدَيْه وقال: هُم سَواء)).
قال النووي: (هذا تصريح بتحريم كتابة المبايعة بين المترابين والشهادة عليهما وفيه: تحريم الإعانة على الباطل).

### الظلم في شعر العرب
قال أبو العتاهية:
وقال آخر:
قال محمود الورَّاق: